# Anisodes potreria
Anisodes potreria är en fjärilsart som beskrevs av W. Warren 1906. Anisodes potreria ingår i släktet Anisodes och familjen mätare. Inga underarter finns listade i Catalogue of Life.